# Atractosporocybe
Atractosporocybe P. Alvarado, G. Moreno & Vizzin – rodzaj grzybów z rzędu pieczarkowców (Agaricales).

## Systematyka i nazewnictwo
Pozycja w klasyfikacji według Index Fungorum:  Atractosporocybe, Incertae sedis, Agaricales, Agaricomycetidae, Agaricomycetes, Agaricomycotina, Basidiomycota, Fungi.
Gatunki
- Atractosporocybe gackstatteriana (Raithelh.) N. Schwab 2019
- Atractosporocybe inornata (Sowerby) P. Alvarado, G. Moreno & Vizzini 2015 – tzw. lejkówka szaroblaszkowa
- Atractosporocybe polaris Gulden & E. Larss. 2016

Wykaz gatunków i nazwy naukowe według Index Fungorum. Nazwa polska według W. Wojewody